# Arbeitsgericht Baunach
Das Arbeitsgericht Baunach war ein bayerisches Arbeitsgericht mit Sitz in Baunach.

## Geschichte
Gemäß Arbeitsgerichtsgesetz vom 23. Dezember 1926 wurden in Deutschland Arbeitsgerichte gebildet. Diese waren nur in der ersten Instanz organisatorisch selbstständige Gerichte, die Landesarbeitsgerichte waren den Landgerichten zugeordnet. Am Landgericht Bamberg entstand so 1927 das Landesarbeitsgericht Bamberg als eines von 23 Landesarbeitsgerichten in Bayern. In Baunach entstand das Arbeitsgericht Baunach als eines von acht Arbeitsgerichten des Landesarbeitsgerichts. Sein Sprengel umfasste die Gerichtsbezirke der Amtsgerichte Baunach und Ebern. Es bestand eine allgemeine Kammer für Arbeiter und Angestellte und eine Kammer für das Handwerk.
Bereits 1929 wurde die Zahl der Arbeitsgerichte deutlich reduziert. Das Arbeitsgericht Baunach wurde aufgehoben, seine Aufgaben übernahm das Arbeitsgericht Bamberg.